# مجد الدين الفيروزآبادي
أبو طاهر مجد الدين محمد بن يعقوب بن محمد بن إبراهيم بن عمر بن أبي بكر بن أحمد بن محمود بن إدريس الشيرازي الفيروزآبادي (الفِيرُوزابادي) (بالفارسية: فیروزآبادی)، صاحب «اللامع المعلم العجاب الجامع بين المحكم والعباب»، و«القاموس المحيط والقابوس الوسيط الجامع لما ذهب من كلام العرب شماطيط». وقد بلغ «اللامع المعلم العجاب» تمامه ستين مجلدًا. ومعنى كلمة «القاموس» معظم البحر.

## مولده
ولد بكازرون وهي بلدة بفارس سنة 729 هـ. تفقه ببلاده وسمع بها، من محمد بن يوسف الزرندي المدني، ونظر في اللغة إلى أن مهر وفاق، واشتهر اسمه وهو شاب في الآفاق، وطلب الحديث، وسمع من الشيوخ منهم بدمشق الشام من الشيخ تقي الدين السبكي الكبير، وولده أبي النصر تاج الدين السبكي الصغير، وابن نباتة، وابن جماعة وغيرهم؛ وجال في البلاد الشمالية والشرقية، ولقي جماعة من الفضلاء، وأخذ عنهم وأخذوا عنه، وظهرت فضائله، وكتب الناس تصانيفه، ودخل الهند ثم زبيد، فتلقاه ملكها الأشرف إسماعيل بالقبول، وقرره في قضائها، وبالغ في إكرامه، ولم يدخل بلدة إلا وكرمه متوليها؛ وكان معظما عند الملوك، أعطاه تيمورلنك خمسة آلاف دينار؛ ودخل الروم فأكرمه ملكها ابن عثمان، وحصل له مال جزيل، ومع ذلك فإنه كان قليل المال لسعة نفقاته، وكان يدفعه إلى من يمحقه بالإسراف، ولا يسافر إلا وصحبته عدة إجمال من الكتب، يخرج أكثرها في منزل ينظر إليه، ويعيده إذا رحل، وكان إذا أملق باعها! وكان سريع الحفظ.
تلقى الفيروز آبادي علومه عن علماء عصره كما أخذ عنه علماء كابن حجر والصلاح الصفوي وابن عقيل والجمال الأسنوي مما هيأ له أسباب الشهرة. أقبل على التصنيف في علوم مختلفة كاللغة والتفسير والحديث والتاريخ والفقه. مات في زبيد سنة 817 هـ وقد ناهز التسعين ولم يزل إلى حين موته متمتعا بسمعه وبصره.

## رحلته
دفعه نهمه في العلم إلى ترك وطنه، فخرج ميمما وجهه شطر الفحول من العلماء في شتى الأقطار. فرحل إلى العراق، ودخل واسطا، وقرأ بها القراءات العشر على الشهاب أحمد بن علي الديواني، ثم دخل بغداد، وأخذ عن قاضيها ومدرس النظامية عبد الله بن بكتاش وغيره. ثم ارتحل إلى دمشق، فدخلها سنة خمس وخمسين، وسمع بها من التقي السبكي وأكثر من مائة شيخ، منهم ابن الخباز، وابن القيم، وأحمد بن عبد الرحمن المرداوي، وأحمد بن مظفر النابلسي. ودخل بعلبك وحماة وحلب، ثم دخل القدس، فسمع بها من العلائي والتقي القلقشندي، وكثر بها الأخذ عنه، فممن أخذ عنه الصلاح الصفدي، وأوسع في الثناء عليه. ثم دخل القاهرة بعد أن سمع بغزة والرملة، فكان ممن لقيه بها البهاء بن عقيل، والجمال الإسنوي، وابن هشام. وجال في البلاد الشمالية والشرقية، ودخل الروم والهند، وعاد منها على طريق اليمن قاصدا مكة، فسمع بها من الضياء خليل المالكي وغيره، إلى أن ألقت به عصا التسيار في زبيد باليمن، فتلقاه الملك الأشرف إسماعيل بالقبول، وبالغ في إكرامه، وصرف له ألف دينار، سوى ألف كان أمر ناظر عدن بتجهيزه بها، وولاه قضاء اليمن كله. واستمر مقيما في كنفه على نشر العلم، فكثر الانتفاع به، وقصده الطلبة، فاستقرت قدمه بزبيد مع الاستمرار في وظيفته إلى حين وفاته، وهي مدة تزيد على عشرين سنة بقية حياة الأشرف ثم ولده الناصر أحمد، وفي مدة إقامته بزبيد قدم مكة مرارا، فجاور بها وبالمدينة النبوية والطائف.

## منزلته
تلقى الفيروزآبادي علومه عن مشاهير علماء عصره كما يتبين من خلال رحلته، كما أخذ عنه علماء هم جهابذة زمانهم كابن حجر والصلاح الصفدي وابن عقيل والجمال الإسنوي، مما هيأ له ـ إضافة إلى نبوغه ـ أسباب الشهرة، ومهد له الارتقاء إلى منزلة رفيعة، نال بها حظوة كبيرة لدى العلماء والحكام، فأخذوا يطرونه ويثنون عليه ويصفون جليل قدره، وكبير شأنه. قال ابن حجر: ولم يقدر له قط أنه دخل بلدا إلا وأكرمه متوليها، وبالغ في إكرامه، مثل شاه شجاع صاحب تبريز، والأشرف صاحب مصر، والأشرف صاحب اليمن، وابن عثمان صاحب التركية، وأحمد بن أويس صاحب بغداد وغيرهم. ويذكر ابن حجر قوة حافظته وحدة ذكائه، فيقول: وكان سريع الحفظ بحيث كان يقول: لا أنام حتى أحفظ مائتي سطر. ثم ذكر أنه لقيه، وأخذ عنه، فقال: اجتمعت به في زبيد وفي وادي الخصيب، وناولني جل «القاموس»، وأذن لي مع المناولة أن أرويه عنه، وقرأت عليه من حديثه عدة الأجزاء، وسمعت من المسلسل بالأولية بسماعه من السبكي، وكتب لي تقريظا على بعض تخريجاتي أبلغ فيه ولقد بلغ من منزلته أن السلطان الأشرف جلس في درسه، وسمع الحديث منه. قال الخزرجي: وفي شهر رمضان من هذه السنة سمع السلطان «صحيح» البخاري من حديث رسول الله صلى الله عليه وسلم على القاضي مجد الدين يومئذ، وكان ذا سند عال. ومما زاد في منزلته ورفعته أن السلطان الأشرف تزوج بابنته، وكانت رائعة في الجمال، فنال منه زيادة البر والإكرام، حتى إنه صنف له كتابا، وأهداه على أطباق، فملأها له دراهم. ويصرح الخزرجي بأنه كان شيخ عصره في الحديث والنحو واللغة والتاريخ والفقه، ومشاركا فيما سوى ذلك مشاركة جيدة. وقال التقي الكرماني: كان عديم النظير في زمانه نظما ونثرا بالفارسي والعربي، جاب البلاد، وسار إلى الجبال والوهاد، ورحل وأطال النجعة، واجتمع بمشايخ كثيرة عزيزة، وعظم بالبلاد. ويورد الخزرجي خبرا يظهر مدى تقدير العلماء والفقهاء لمصنفاته، وعظم احترامهم وإجلالهم لها، فقال: وفي اليوم الخامس عشر من شعبان أفرغ القاضي مجد الدين محمد بن يعقوب الشيرازي كتابه المسمى بالإصعاد، وحمل إلى باب السلطان مرفوعا بالطبول والمغاني، وحضر سائر الفقهاء والقضاة والطلبة، وساروا أمام الكتاب إلى باب السلطان، وهو ثلاثة مجلدات، يحمله ثلاثة رجال على رؤوسهم، فلما دخل على السلطان وتصفحه، أجاز مصنفه المذكور بثلاثة آلاف دينار. إن هذا الموكب المهيب الذي سار بين يدي مصنف من مصنفاته يكفي للدلالة على ذلك المقام العالي الذي وصل إليه، وتبين المجد المؤثل الذي حصل عليه، فليس عجيبا أن يلقب إذن بمجد الدين.

## قيل عنه
يُحكَى عنه أنه كان يقول: "ما كنتُ أنام حتى أحفظَ مئتي سطر". ومصنَّفاته كثيرة، وقد عُدَّ منها بضعٌ وأربعون مصنَّفًا في اللغة والتفسير والحديث. 

## مؤلفاته
- القاموس المحيط، والقابوس الوسيط، الجامع لما ذهب من كلام العرب شماميط.
- تحبير الموشين، في التعبير بالسين والشين. وهو مطبوع.
- شرح قصيدة (بانت سعاد). في مجلدين.
- الروض المسلوف، فيما له اسمان إلى ألوف.
- الدرر المبثثة، في الغرر المثلثة. وهو مطبوع.
- المثلث الكبير. في خمسة مجلدات.
- أنواء الغيث، في أسماء الليث.
- الجليس الأنيس، في أسماء الخندريس.
- مقصود ذوي الألباب، في علم الإعراب.
- أسماء السراح، في أسماء النكاح.
- بصائر ذوي التمييز، في لطائف الكتاب العزيز. وهو مطبوع.
- تفسير فاتحة الكتاب.
- حاصل كورة الخلاص، في فضائل سورة الإخلاص.
- تنوير المقباس، في تفسير ابن عباس. وهو مطبوع.
- روضة الناظر، في ترجمة الشيخ عبد القادر.
- المرقاة الوفية، في طبقات الحنفية.
- المرقاة الأرفعية، في طبقات الشافعية.
- البلغة، في تراجم أئمة النحاة واللغة. وهو مطبوع.
- نزهة الأذهان، في تاريخ أصبهان.
- شوارق الأسرار العلية، في شرح مشارق الأنوار النبوية.
- منح الباري، بالسيل الفسيح الجاري، في شرح صحيح البخاري.
- تسهيل طريق الوصول، إلى الأحاديث الزائدة على جامع الأصول.
- الأحاديث الضعيفة.
- الدر الغالي، في الأحاديث العوالي.
- الصلات والبشر، في الصلاة على خير البشر. وهو مطبوع.
- سِفْر السعادة. وهو مطبوع. وهو بالعربية والفارسية.
- عدة الحكام، في شرح عمدة الأحكام.
- الإسعاد بالإصعاد، إلى درجة الاجتهاد.
- اللامع المعلم العجاب، الجامع بين المحكم والعباب.

## وفاته
توفي بزبيد سنة ست أو سبع عشرة وثمانمائة، وهو متمتع بحواسه، ودفن بتربة الشيخ إسماعيل الجبرتي.

## وصلات خارجية
- مجد الدين الفيروزآبادي على موقع الموسوعة البريطانية (الإنجليزية)
- موقع صخر عجيب